# Adolar Zumkeller
Adolar Zumkeller, OSA (* 3. Juni 1915 in Erfurt als Walter Zumkeller; † 21. April 2011 in Würzburg) war ein deutscher Theologe und einer der bedeutendsten Erforscher der Ordensgeschichte der Augustinereremiten.

## Leben
Walter (späterer Ordensname Adolar) Zumkeller wurde am 3. Juni 1915 in Erfurt geboren, wo er die Katholische Rektoratsschule besuchte und anschließend das Gymnasium. 1927 verließ er Elternhaus und Heimatstadt, legte 1933 in Münnerstadt das Abitur ab und trat in das Noviziat des Augustinerordens ein, wo er 1934 das Studium der Theologie und Philosophie begann. 1938 wurde er zum Priester geweiht und zwei Jahre später wurde er in katholischer Theologie bei Friedrich Stegmüller mit der Arbeit Hugolin von Orvieto und seine theologische Erkenntnislehre promoviert. Im Dezember desselben Jahres wurde er zur Sanitätstruppe der deutschen Wehrmacht einberufen und nach einer Grundausbildung an eines der vielen Kriegslazarette in Würzburg versetzt. 1942 folgte die Promotion zum Doktor der Philosophie bei Hans Meyer mit der Untersuchung über Dionysius de Montina und seine Lehre von der Gotteserkenntnis. Ein Beitrag zur Literatur- und Philosophiegeschichte des Spätmittelalters. Nach dreimonatiger Gefangenschaft bei den Amerikanern kehrte er ins Kloster zurück. Von 1945 bis 1950 war er Novizenmeister in Münnerstadt, in dieser Zeit erschien die in den letzten Kriegsjahren begonnene Arbeit Das Mönchtum des hl. Augustinus. 1950/52 leistete er praktische Seelsorgearbeit als Kaplan an der Pfarrei des Ordens in Berlin. 1952–1957 arbeitete er als Magister der Kleriker und war in der außerordentlichen Seelsorge in Würzburg tätig.
In diesen Jahren spärlicherer Möglichkeit zu wissenschaftlichen Arbeiten folgte die Veröffentlichung zahlreicher Zeitschriftenartikel zur spätmittelalterlichen Augustinertheologie.
Spätestens seit 1956 hat Adolar Zumkeller international einen Namen.
Von 1957 bis 1965 folgte eine fruchtbare Zeit wissenschaftlicher Forschung als Prior des wiederbegründeten Augustinerkonventes in München: Beendigung der Untersuchungen über das Schrifttum und die Lehre des westfälischen Augustinertheologen Hermann von Schildesche; Herausgabe eines zweibändigen Urkundenbuches für die Augustinerklöster Würzburg und Münnerstadt; Veröffentlichung eines Handschriftenkatalogs der Werke aller mittelalterlichen Augustinertheologen; Edition eines neuen Übersetzungsbandes der antipelagianischen Schriften des hl. Augustinus; Beginn regelmäßiger Mitarbeit an der römischen Ordenszeitschrift Analecta Augustiniana.
In das Jahr 1960 fiel die Mitherausgabe der theologischen Reihe Cassiciacum (Augustinus-Verlag, Würzburg) und die Wahl von Adolar Zumkeller ins Redaktionsteam der von der Theologischen Hochschule des Ordens in Rom ins Leben gerufenen Vierteljahrsschrift Augustinianum sowie die Mitarbeit am Handbuch der Geschichte des Augustinerordens. Im Jahr 1967 übernahm er die Leitung des Editionsstabes.
Im Jahr 1960 erfolgte seine Berufung durch Johannes XXIII. zum Consultor der Vorbereitungsarbeiten für das II. Vatikanische Konzil und Mitarbeit in der Kommission für Ordensleute.
Ein äußerer Höhepunkt war 1965 seine Wahl durch das Generalkapitel der Augustiner auf sechs Jahre zum Beirat des Ordensgenerals (Generalassistent) für die zentraleuropäischen Ordensprovinzen mit Sitz in Rom. Von 1971 bis 1978 war Adolar Zumkeller Professor der Päpstlichen Lateranuniversität. 1971 kehrte er nach Würzburg zurück und übernahm die Leitung des Augustinus-Instituts der deutschen Augustiner, ein Amt, das er bis 1998 innehatte. In dieser Zeit war er mehrfach Provinzrat und hielt über Jahrzehnte hinweg Vorträge und Exerzitien als Geistlicher Schwesternbeirat der Augustinischen Föderation.
Adolar Zumkeller starb am 21. April 2011 im Alter von 95 Jahren in Würzburg.
Er hatte zahlreiche Artikel im Biographisch-Bibliographischen Kirchenlexikon (BBKL) verfasst.